# Aa (Antwerpen)
De Aa is een zijrivier van de Kleine Nete in het stroomgebied van de Schelde, in de Belgische provincie Antwerpen.
De Aa wordt gevormd door de ontwatering van het gebied ten noorden van Turnhout : de Nattenloop en de Wouwerloop vloeien samen ten zuiden van Ravels. Wat verder ontvangt ze de afwatering van het natuurreservaat "De Liereman" en vloeit via Oud-Turnhout oostelijk en zuidelijk rond Turnhout, net buiten de stadsring (Parklaan R13). Via de vijvers van het stadspark buigt ze daarna zuidwestelijk waar ze de Visbeek ontvangt die het westen van Turnhout ontwatert en stroomt verder richting Gierle. Voorbij de weg van Tielen naar Gierle is ze krachtig genoeg om de eeuwenoude watermolen van Tielen aan te drijven. Deze ligt op een eilandje tussen twee vertakkingen die men ook wel de Oude- en de Nieuwe-Aa noemt. Nog wat verder aan de grens van Tielen en Poederlee ontvangt zij haar grootste zijrivier : de Grote Kaliebeek die de afwatering verzekert van de Balderij, een waterrijk gebied tussen Tielen en Zevendonk. Ter hoogte van Lille ontvangt ze van het noorden de Laakbeek (uit het Gielsbos) en voorbij Sassenhout de Bosbeek, ook Kindernouwbeek en Visbeek (ten oosten van Wechelderzande) genoemd. Ze stroomt hier dicht langs de Kempische duinrug, tussen Grobbendonk en Kasterlee.
De Aa mondt in de Kleine Nete bij de historische watermolen van Grobbendonk.
De valleien van Aa en Kleine Nete vormen er samen een aaneengesloten groengebied, met in het hart het natuurgebied Schupleer-Graafweide. Sinds 2025 meandert de Aa opnieuw door Schupleer-Graafweide.
De rivier vormt achtereenvolgens de gemeentegrens tussen Lille (Gierle) en Kasterlee (Tielen), tussen Lille (Poederlee) en Kasterlee (Tielen), tussen Lille (Poederlee) en Vorselaar, tussen Vorselaar en Herentals, en tussen Vorselaar en Grobbendonk.
In de vallei van de Aa werd vroeger ijzererts of 'ijzermaal' ontgonnen. Dit moest vervolgens naar losplaatsen aan de Kleine Nete worden gebracht. Om dit te realiseren, werden verscheidene kanaaltjes tussen de Aa en de Nete gegraven. Vanaf de jaren 70 van de twintigste eeuw is de vallei voor landbouwdoeleinden "gepolderd": de rivier werd rechtgetrokken en ingedijkt. Voor de regeling van de waterstand werden sluizen gebouwd en de beemden werden gedraineerd. De ruilverkaveling veranderde het landschap grondig: rechte straten en sloten en grote open percelen. De schaarse restanten van het oorspronkelijk landschap, meestal recreatiezones met een min of meer illegaal karakter krijgen de laatste decennia meer en meer een beschermd statuut. 